# Развильная (станция)
Развильная — промежуточная железнодорожная станция Ростовского региона Северо-Кавказской железной дороги, находящаяся в селе Развильном Песчанокопского района Ростовской области.
Расположена на двухпутной магистрали Сальск — Тихорецкая, электрифицированной переменным током.

## История и деятельность станции
Станция Развильная была открыта в 1899 году с окончанием строительства железнодорожной линии Царицын —Торговая — Тихорецкая
Через станцию Развильная проходят грузовые поезда в направлениях Сальск — Тихорецкая и обратно.
Через станцию проходят пассажирские поезда дальнего следования, следующие из регионов Сибири, Кузбасса, Урала, Поволжья в курортные зоны Черноморского побережья (Адлер, Анапа, Новороссийск), а также на курорты Кавказских Минеральных Вод (Кисловодск, Пятигорск, Ессентуки, Минеральные Воды). Некоторые дополнительные пассажирские поезда дальнего следования в летний период имеют по станции Развильная не продолжительную стоянку (1-2 минуты). Все остальные поезда остановок не имеют.
Пригородное сообщение по станции Развильная отсутствует.